# AFI终身成就奖
美国电影学会终身成就奖，简称AFI终身成就奖（英語：AFI Life Achievement Award）是由美国电影学会理事会颁发的奖项，用以表彰通过电影或电视，终身致力于美国文化发展的个人。该奖项从1973年开始颁发，第一位获奖人为约翰·福特。

## 歷屆獲獎者
下文列出自1973年以来历届获奖人：
- 2025年：弗朗西斯·福特·科波拉
- 2024年：妮可·基嫚
- 2023年：未授奖
- 2022年：朱莉·安德鲁斯

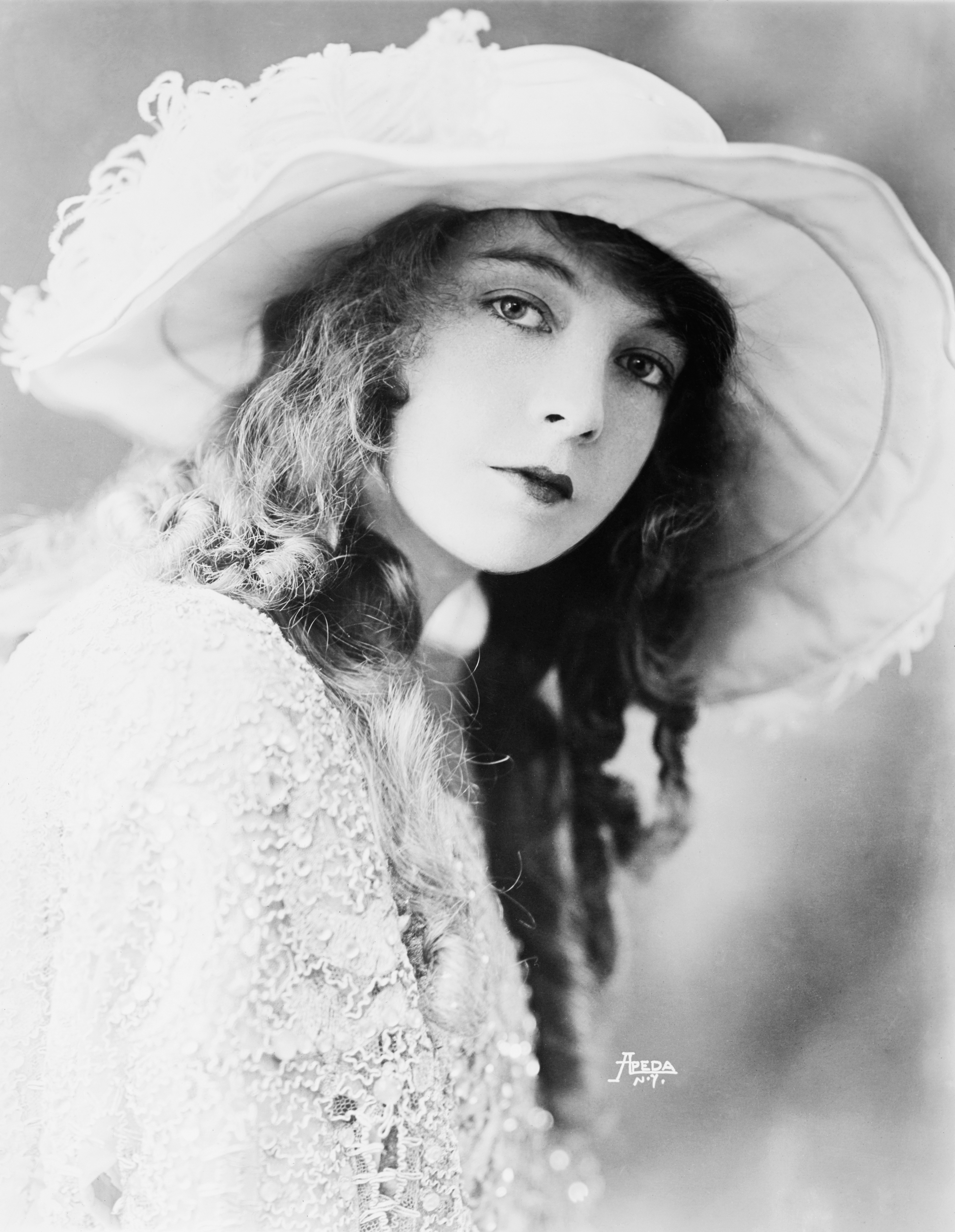
1984年莉蓮·吉許是唯一默片時代的獲獎者

- 2020年、2021年颁奖推迟到2022年
- 2019年：丹泽尔·华盛顿
- 2018年：乔治·克鲁尼
- 2017年：黛安·基頓
- 2016年：约翰·威廉姆斯
- 2015年：史提夫·馬丁
- 2014年：珍·芳達
- 2013年：梅尔·布鲁克斯
- 2012年：莎莉·麥克琳
- 2011年：摩根·費里曼
- 2010年：麥克·尼可斯
- 2009年：迈克尔·道格拉斯
- 2008年：沃伦·比蒂
- 2007年：艾尔·帕西诺
- 2006年：肖恩·康纳利
- 2005年：乔治·卢卡斯
- 2004年：梅丽·史翠普
- 2003年：罗伯特·德尼罗
- 2002年：汤姆·汉克斯
- 2001年：芭芭拉·史翠珊
- 2000年：哈里森·福特
- 1999年：达斯汀·霍夫曼
- 1998年：罗伯特·怀斯
- 1997年：马丁·斯科塞斯
- 1996年：克林特·伊斯特伍德
- 1995年：斯蒂芬·斯皮尔伯格
- 1994年：杰克·尼科尔森
- 1993年：伊丽莎白·泰勒
- 1992年：西德尼·波蒂埃
- 1991年：柯克·道格拉斯
- 1990年：大卫·利恩
- 1989年：格里高利·派克
- 1988年：杰克·李蒙
- 1987年：芭芭拉·史坦維克
- 1986年：比利·怀德
- 1985年：金·凯利
- 1984年：莉莲·吉许
- 1983年：约翰·休斯顿
- 1982年：法兰克·卡普拉
- 1981年：弗雷德·阿斯泰尔
- 1980年：詹姆斯·史都華
- 1979年：阿尔弗雷德·希区柯克
- 1978年：亨利·方达
- 1977年：贝蒂·戴维斯
- 1976年：威廉·惠勒
- 1975年：奥森·威尔士
- 1974年：詹姆斯·卡格尼
- 1973年：约翰·福特